# Соціальний прогрес
Соціальний прогрес — це ідея, що суспільство може покращитись або покращується в плані його соціальних, політичних та економічних структур. Це може статися внаслідок безпосередньої дії людини, як у соціального підприємства або через соціальну активність, або як природний аспект соціокультурної еволюції.
Поняття соціального прогресу було введено на початку 19-го століття, особливо в таких соціальних еволюціоністів, як Огюст Конт і Герберт Спенсер. Воно було присутнє в філософії з епохи Просвітництва. Поняттям соціального прогресу користуються різні політичні ідеології,— з різними теоріями щодо його досягннення,— починаючи від соціалістичних зліва і до фашистських справа.

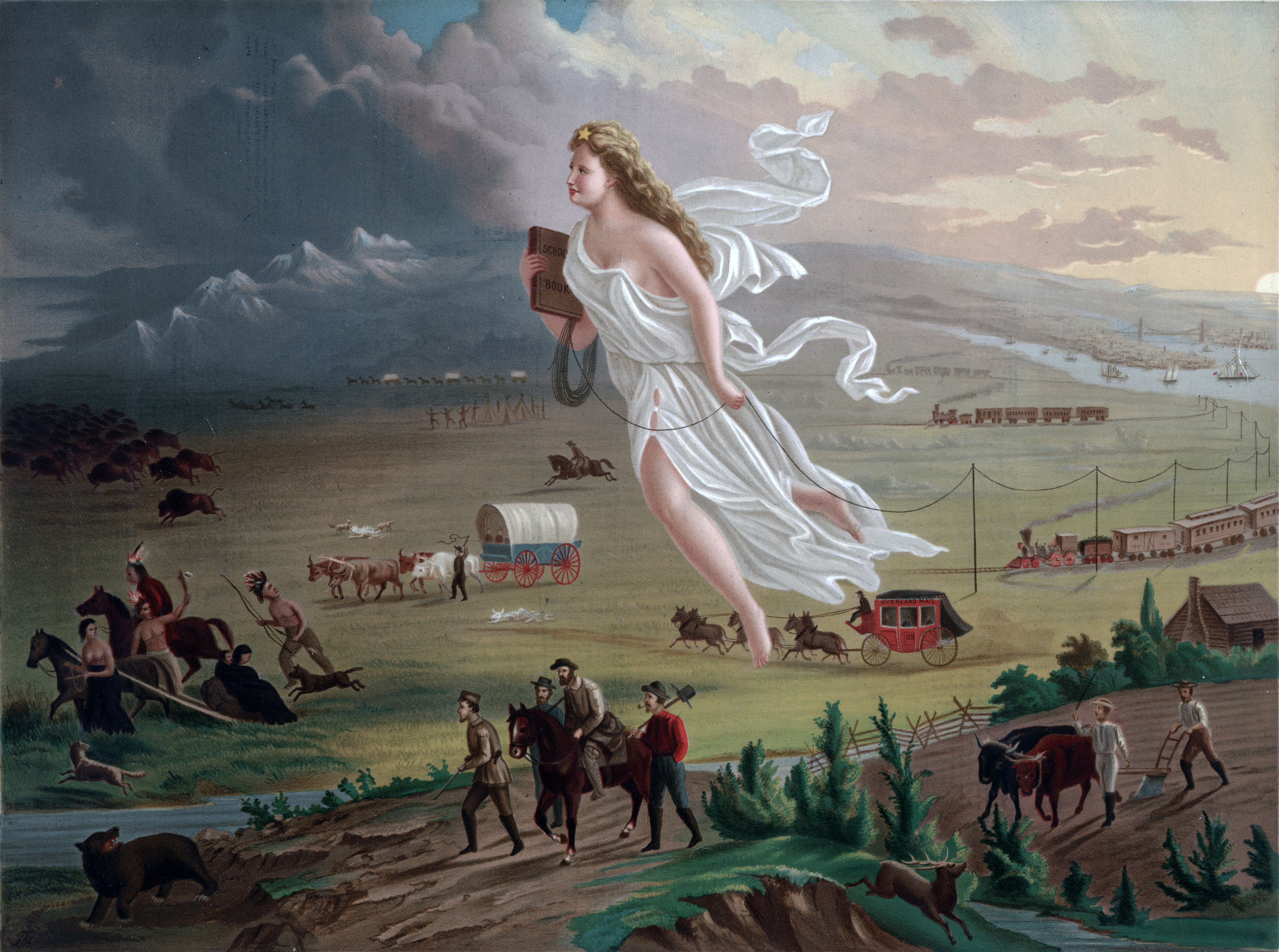

## Просвітництво (1650—1800)
Великим проривом до цієї нової ідеї було в Європі Просвітництво, коли публіцисти і філософи почали розуміти, що люди самі можуть змінити суспільство і змінити свій спосіб життя. Замість того, щоб повністю бути виготовленими богами, збільшилося місце для ідеї, що люди самі зробили своє власне суспільство — і не тільки, як стверджував Джамбаттіста Віко, що люди практично зробили їх власне суспільство, вони також можуть повною мірою зрозуміти його. Це привело до появи нових наук, або прото-наук, в яких стверджувалося, про нові наукові знання про те, що суспільство було, і як можна його поліпшити.
У свою чергу, це призвело до прогресуючої думки, яка відрізняється від консервативної думки. Соціальні екологи скептично ставляться до панацеї від соціальних бід. На думку консерваторів, спроби радикально переробити суспільство зазвичай роблять речі гіршими. Едмунд Берк був провідним представником цього, хоча пізніше ліберали такі, як Фрідріх фон Гаєк дотримувалися схожих поглядів. Вони стверджують, що суспільство змінюється органічно і природно, і що грандіозні плани по переробці суспільства такі, як Французька революція, націонал-соціалізм і комунізм знищували суспільство шляхом видалення традиційних обмежень на здійснення влади.

### Поняття свободи
Ця нова ідея передбачає нову концепцію людської свободи, тобто людина, самостійно створює своє власне життя, використовуючи свої власні судження. Спочатку це поняття з'явилося досить парадоксально; Таким чином, Жан-Жак Руссо писав: «Люди народжуються вільними, але скрізь у ланцюгах». Великий прорив був Французької революції 1789 року, яка надихнула багато нових філософських думок.
У філософії німецького мислителя Гегеля, історія радикально переробляє себе як постійний розвиток людства в напрямку до більшої свободи, постійно розширюючи межі свободи. Ця філософія досі релігійна та містична, однак, оскільки Гегель бачить історію як завершення єдності Бога зі світом, але в той же час, Гегель стверджував, і поставлений Логос або телеологія людської історії, і в повній мірі визнав, що і еволюційне і революційні перетворення проходили в історії. Це було обнадійлива філософія, яка раціональним чином бачить реальний прогрес, що відбувається в історії.
Можна було виявити людські досягнення, а також людські регресії до більш раннього стану. З точки зору Гегеля, якщо щось існувало, то це було розумним. Якщо вийшло з існування, це тому, що воно стало ірраціональним. Це містило дуже важливу ідею, проте слабо виражену, а саме, що історія не була випадковістю долі, але що вона може бути раціонально зрозумілою.

## Марксистська теорія (кінець 19 століття)
Маркс розробив теорію історичного матеріалізму. Він описує стан середини 19-го століття в Маніфесті Комуністичної партії наступним чином:
«Буржуазія не може існувати, не викликаючи постійно революціювання знаряддя виробництва, і тим самим виробничі відносини, а з ними і всі відносини суспільства. Збереження старих способів виробництва в незмінному вигляді, було, навпаки, першою умовою існування всіх колишніх промислових класів. Постійні перевороти у виробництві, безперервне потрясіння всіх суспільних відносин, вічна непевність і рух відрізняють буржуазну епоху від усіх попередніх. Всі основні, швидко заморожені відносини, разом із супутніми їм, століттями освячені уявленнями і поглядами, руйнуються, всі виникаючі знову опиняються застарілими, перш ніж вони можуть перетворюватися в кістку. Все, що станове і застійне зникає, все, що священне опоганюється, і люди приходять, нарешті, до необхідності поглянути тверезими очима на реальний стан життя і свої відносини з його роду». 
Крім того Маркс описав процес соціального прогресу, який, на його думку, заснований на взаємодії між продуктивними силами і виробничими відносинами:
«Жодна суспільна формація не гине раніше, ніж всі продуктивні сили, для яких вона були досить розроблені, а нові поліпшені виробничі відносини ніколи не замінить більш старі до того, матеріальні умови їх існування дозріли в рамках старого суспільства.» 
Капіталізм на думку Маркс як процес постійної зміни, в яких зростання ринків розчинило всі пріоритети у житті людини, і Маркс визнає, що капіталізм є прогресивним, а не реакційним. Це майже абсолютна відмова від консервативного етосу, відповідно до якого нічого не змінюється в житті людини. Марксизм далі заявляє, що капіталізм, у своєму прагненні до збільшення прибутку і нових ринків, неминуче сіє насіння свого власного руйнування. Марксисти вважають, що в майбутньому, капіталізм буде замінений соціалізмом і зрештою комунізмом.

## У модерній думці (20 століття)
Багато прихильників капіталізму, такі як Шумпетер, згодні з аналізом Маркса капіталізму як процесу постійної зміни через творче руйнування, але, на відміну від Маркса, вважали, і сподівалися, що капіталізм може тривати вічно.
Таким чином, до початку 20-го століття, дві протилежні школи — марксизм і лібералізм — вірили у можливість і бажаність постійної зміни і вдосконалення. Марксисти рішуче виступали проти капіталізму, а ліберали рішуче підтримували його, але одне про поняття вони обидва могли домовитися про існування модернізму, тенденція думки, підтверджує силу людини, щоб зробити, поліпшити і змінити своє суспільство, за допомогою наукових знань, техніки та практичного експериментування.

## Постмодерністська думка (наприкінці 20-го століття)
У постмодерністській думці від 1980-х років неухильно набирають обертів грандіозні претензії модернізаторів неухильно знижуються, а саме поняття соціального прогресу знову ставиться під сумнів. У новому баченні, радикальні модерністи такі, як Йосип Сталін і Мао Цзедун з'являються як тоталітарні деспоти, чиє бачення соціального прогресу, вважається, повністю деформованим.
Постмодерністи 19 і 20 століть розуміли поняття прогресу — капіталізму і марксизму як дві сторони спектру Вони стверджують, що і капіталізм, і марксизм переоцінювали технологічні досягнення і матеріальне благополуччя, ігноруючи значення внутрішнього щастя і душевного спокою.
Постмодернізм стверджує, що обидва антиутопія і утопія одне і те ж, всеосяжні великих наративів з неможливими висновками. Романтизм нашого минулого повинен представити невдоволення західного і поставити суспільство в стан ностальгії, де модернізму боялися. Тут минуле знову представлене як вирішення наших насущних проблем.
В даний час ця тенденція думки про соціальний прогрес призводить до п'яти основних видів відповідей:
- Неоконсерватизм, який повертається до старої ідеї, що нічого по-справжньому не змінюється в людському стані, і вічних цінностей релігії. Здатність людей змінити що-небудь, крім самих себе значно переоцінена. Тут акцент робиться на шанування традиційного способу життя, який зарекомендував себе як чудовий у минулому, до якого ми повинні дотримуватися.

- Неолібералізм, який підтверджує міць і потенціал змін, але тільки на особистому, індивідуальному рівні. Ідея, що держава повинна бути інструментом соціального поліпшення в суспільстві в цілому була повністю відкинута; тільки вільні вибори, зроблені на ринках можуть містити будь-які надії соціального прогресу.

- Соціалізм стверджує, що держава як напрямок соціального прогресу може мати дуже важливі позитивні результати; на найпростішому рівні, могли б допомогти бідним, відбираючи в багатих. Це призводить до оборони державних послуг та активів, і справи на важких регулюваннях ринкової діяльності.

- Економіка ресурсів на основі ресурс-орієнтованої економіки буде замінений необхідністю для поточного грошового господарства, яке є «дефіцит-орієнтованим» або «нестача основи». Концепція автором якої є Фреско стверджує, що світ багатий природними ресурсами і енергією, і що — за допомогою сучасних технологій і розумної ефективності — потреби світового населення можуть бути задоволені з надлишком, хоча в той же час усунення нинішніх обмежень, представляється можливим через поняття економічної життєздатності.

- Різні аспекти нового радикалізму, які починаються питання про об'єктивні критерії, за якими ми могли б виміряти соціальний прогрес людини. Наприклад, продуктивність праці може бути критерієм соціального прогресу, але що на рахунок дитячої смертності? Цей вид мислення відкидає політичні традиції минулого, і стверджує, що різноманітність критеріїв повинна бути застосована для оцінки соціального прогресу. У деяких випадках це призводить до нових статутів моральних критеріїв, до яких суспільство має прагнути; в інших випадках, справжній життєвий досвід в суспільстві з усіма її складнощами підкреслюється.

Індекс соціального прогресу є інструментом, розробленим Міжнародною імперативною організацією соціального прогресу, яка вимірює ступінь, в якій країни розглянути соціальні та екологічні потреби своїх громадян. Є п'ятдесят два показники в трьох областях або аспектах: основні людські потреби, і основи благополуччя та можливості, які показують відносну продуктивність народів.